# Carranque
Carranque là một đô thị trong tỉnh Toledo, Castile-La Mancha, Tây Ban Nha.